# Ancamna

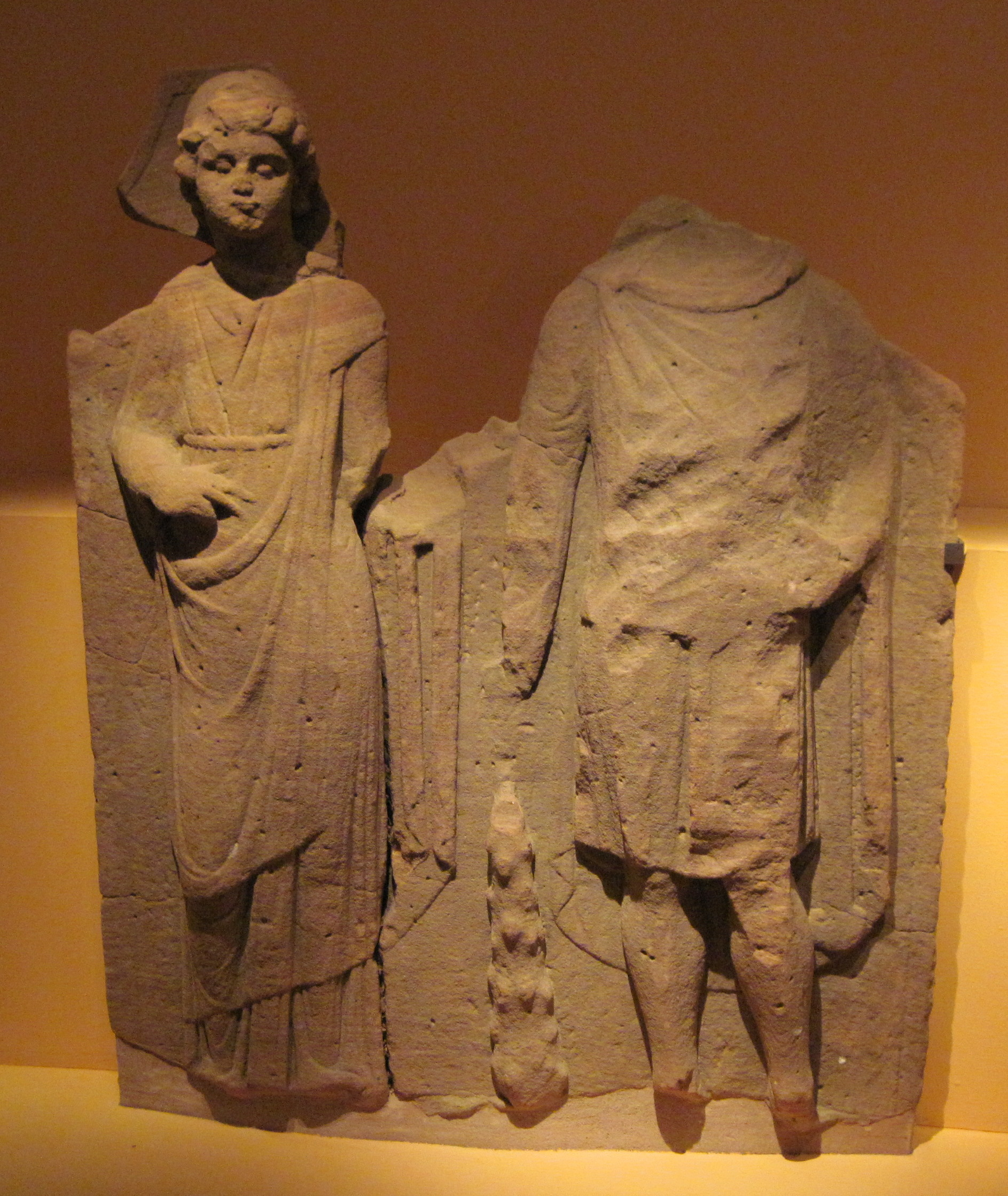
Retrato de Ancamna e Marte Esmertulitano de Freckenfeld no antigo território de Nemetes.

Na religião galo-romana, Ancamna foi uma deusa cultuada particularmente no vale do rio Mosela. Era celebrada em Tréveris e Ripsdorf como a consorte de Marte Lenus, e em Möhn como a consorte de Marte Esmertulitano. Em Tréveris, altares foram erguidos em honra a Marte Lenus, Ancamna e aos gênios de vários pagos dos tréveros, dando a impressão de que Marte Lenus e Ancamna agiam como protetores tribais, honrados em um culto organizado oficialmente. Entre algumas estatuetas deixadas como oferendas votivas no santuário de Marte Esmertulitano e Ancamna de Möhn está uma de um genius cucullatus como aquelas oferecidas aos Xulsigiae no complexo do templo de Marte Lenus em Tréveris.
Inciona é também aparentemente invocada com Marte Leno Veraudunus em um ex voto de bronze oriundo de Luxemburgo; é obscuro que essa conexão, se é que há alguma, exista entre Inciona e Ancamna. Jufer e Luginbühl ligam Ancamna a duas outras consortes do Marte gaulês, Litavis e Nemetona, notando que nenhuma destas parecem ser deusas de guerra; ao invés disso, sugerem que Ancamna possa ter sido associada às nascentes. Edith Wightman considera o casal Marte Loucécio e Nemetona ser "intimamente semelhante, se não idêntico, a Leno e Ancamna".

## Leitura avançada
- Ellis, Peter Berresford (1994). Dictionary of Celtic Mythology(Oxford Paperback Reference), Oxford University Press, Oxford. ISBN 0-19-508961-8
- MacKillop, James (1998). Dictionary of Celtic Mythology. Oxford University Press, Oxford. ISBN 0-19-280120-1.
- Wightman, Edith Mary (1970). Roman Trier and the Treveri. Rupert Hart-Davis, London.
- Wood, Juliette (2002). The Celts: Life, Myth, and Art. Thorsons Publishers. ISBN 0-00-764059-5